# N771 (België)
De N771 is een gewestweg in de Belgische provincie Limburg. De N771 heeft een lengte van 13 kilometer en vormt de verbinding tussen de N78 in Dilsen en de N730 in Gruitrode, via Opoeteren en Neerglabbeek. Hij heeft geen kruisingen met andere gewestwegen (buiten de eindpunten). In Dilsen gaat de weg met een brug over de Zuid-Willemsvaart en in Opoeteren is er een brugje over de Bosbeek. De N771 loopt door overwegend bosrijk gebied en doorkruist onder meer het Armenbos en het Gruitroderbos.

## Trajectwijziging
Einde 2008 of in de loop van 2009 wordt het weggedeelte tussen de N78 en het kruispunt met de Pannenhuisstraat overgedragen aan de stad Dilsen-Stokkem. In ruil wordt de Pannenhuisstraat een gewestweg.